# شبيهة السوتارية الثانوية
شبيهة السوتارية الثانوية (الاسم العلمي: Parasutterella secunda) هي نوع من البكتيريا، سلبية الغرام، تتبع جنس الشبيهة السوتاريات.